# Villa Argentina

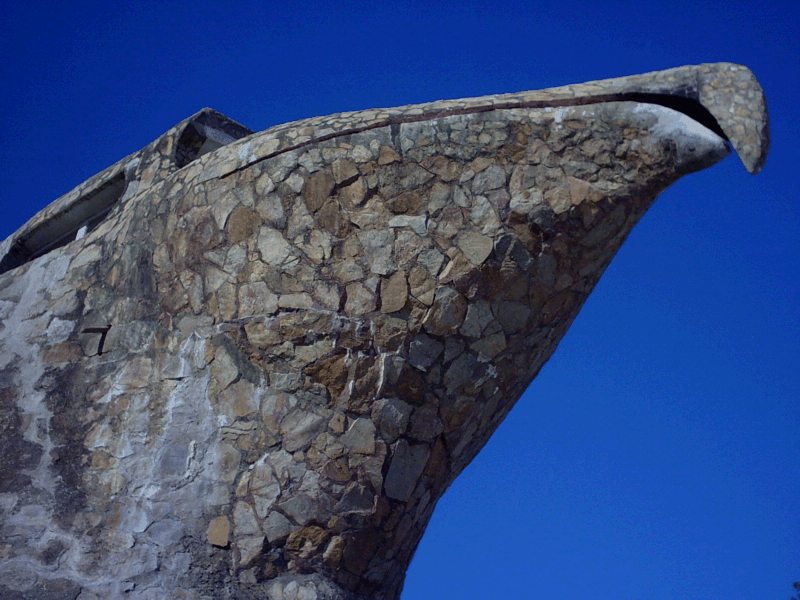
Casa de l'Àguila a Villa Argentina.

Villa Argentina és una petita població balneària del litoral riuplatenc de l'Uruguai, dins del departament de Canelones, a 40 quilòmetres de distància cap a l'est de Montevideo.
Segons el cens del 2004, té una població estable de 552 habitants. Integra el grup de balnearis coneguts com a Costa de Oro i la zona d'influència de la veïna localitat d'Atlántida.

## Àrea d'influència
Els següents poblats formen una zona d'influència de més de 16.000 persones:
| Localitat          | Habitants el 2004 |
| Parque del Plata   | 5.900             |
| Atlántida          | 4.580             |
| Estación Atlántida | 2.358             |
| Las Toscas         | 2.222             |
| Citi Golf          | 854               |
| Villa Argentina    | 552               |
| El Fortín          | 207               |
| Total              | 16.673            |